# Manda-formatie

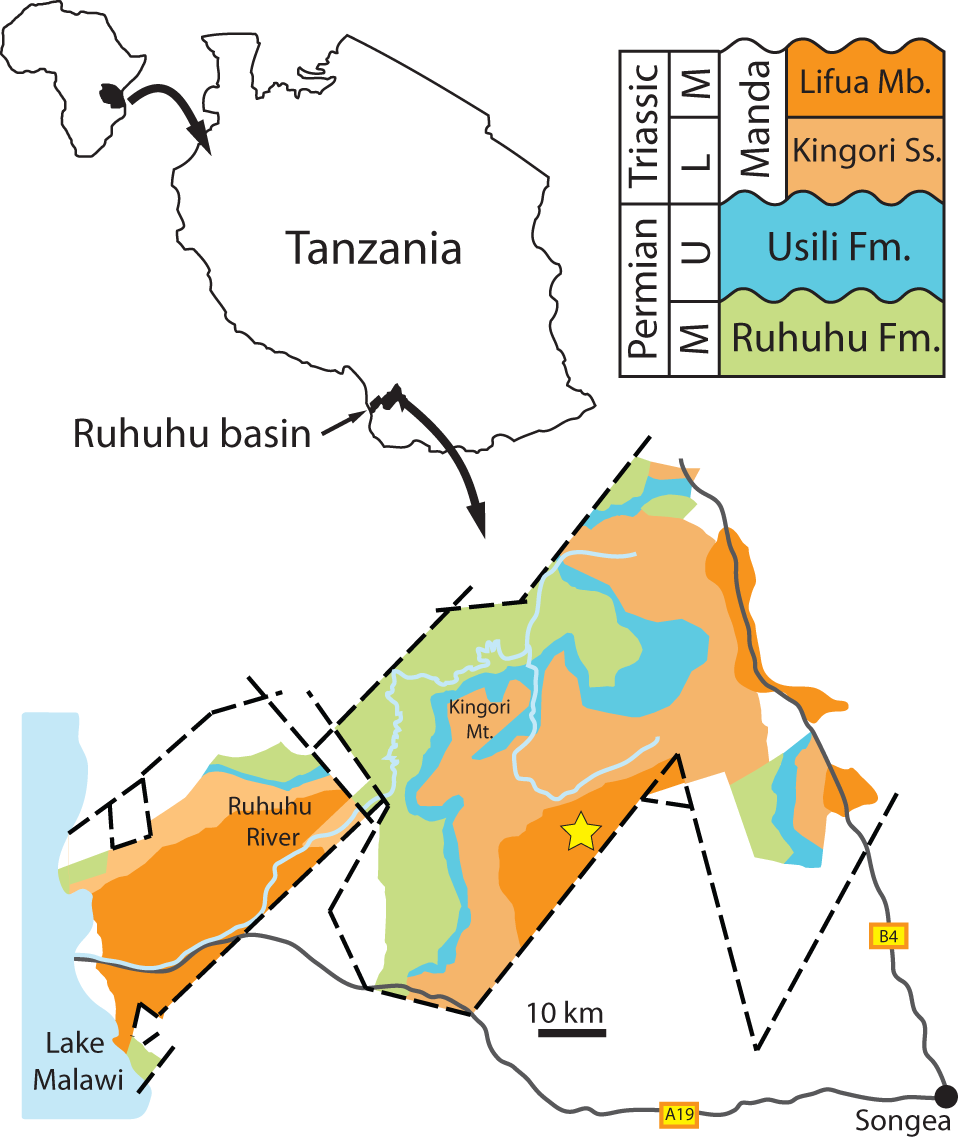
Locatie van de Manda-formatie in het Ruhuhu-bekken

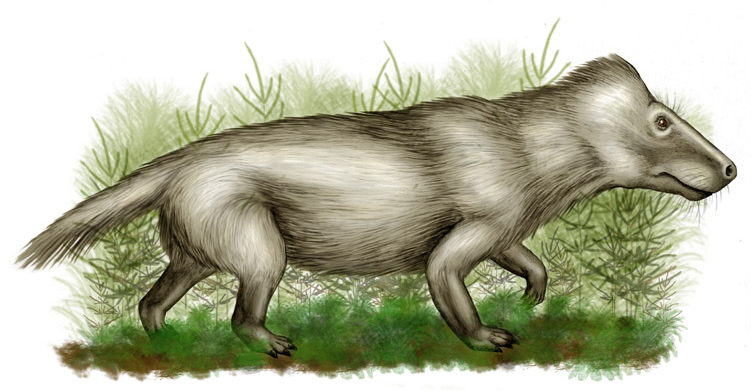
Diademodon

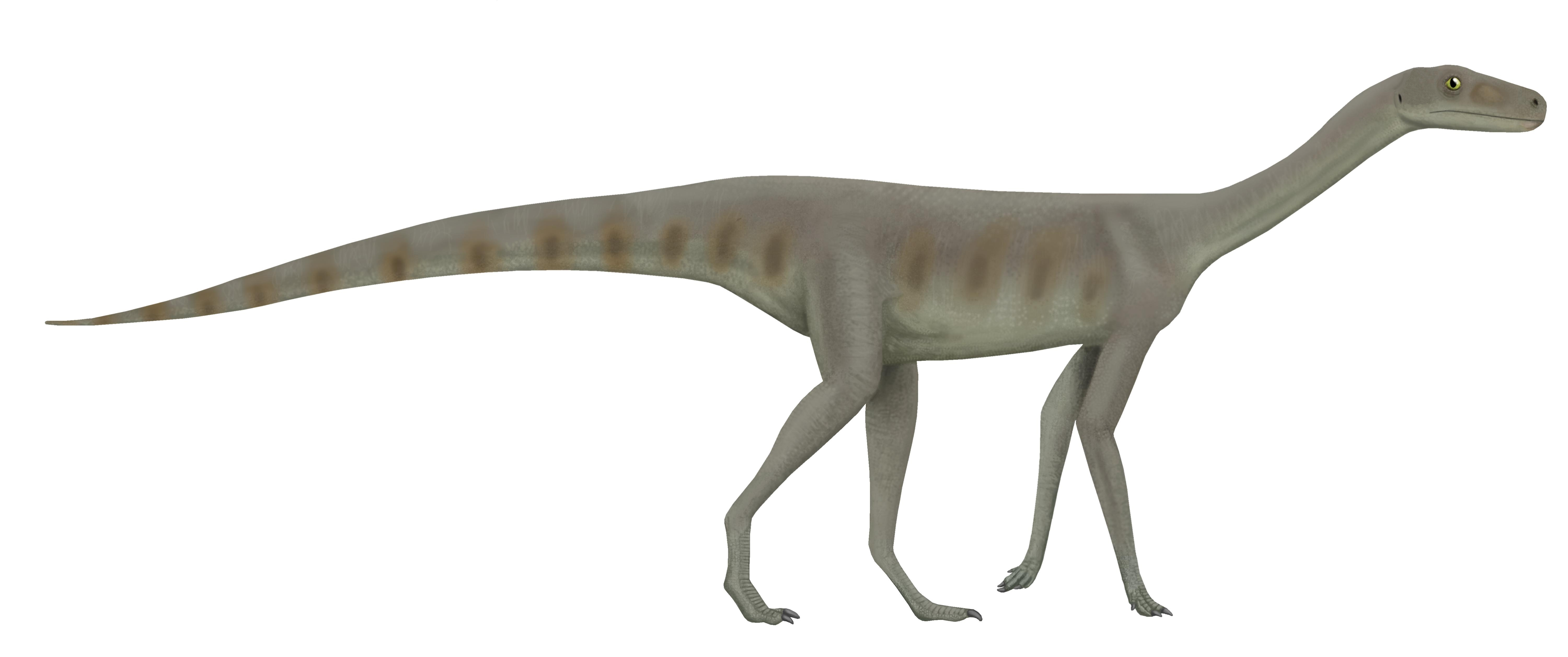
Asilisaurus

De Manda-formatie is een geologische formatie in Tanzania die afzettingen uit het Trias omvat. Het ligt in het Ruhuhu-bekken aan de noordoostzijde van het Malawimeer.

## Ouderdom
De Manda-formatie dateert uit het Laat-Anisien, ongeveer 243 miljoen jaar geleden. Het volgt op de Usili-formatie uit het Laat-Perm. 

## Fauna
De Manda-formatie correleert wat betreft ouderdom met de Subzone C van de Cynognathus Assemblage Zone van de Zuid-Afrikaanse Beaufortgroep. 

### Therapsiden
De therapsiden waren de dominante diergroep. De cynodonten werden vertegenwoordigd door vier geslachten: de chiniquodont Aleodon, de trirachodont Cricodon, Diademodon en de traversodonten Mandagomphodon en Scalenodon. De dicynodonten uit de Manda-formatie zijn Kannemeyeria, Angonisaurus, Sangusaurus en Tetragonias.

### Archosauriërs
Opvallend is dat in de Manda-formatie archosauriërs uit de kroongroep divers en algemeen zijn, terwijl deze dieren in de gelijktijdige afzettingen in Zuid-Afrika ontbreken, hoewel enkele archosauriformen zoals Proterosuchus, Erythrosuchus en Euparkeria bekend zijn uit de Beaufortgroep.
De krokodilachtige archosauriërs uit de Manda-formatie zijn de rauisuchiërs Hypselorhachis (Ctenosauriscidae) en Stagonosuchus (Rauisuchidae), de erpetosuchiër Parringtonia, een naamloze aetosauriër en Nundasuchus. De aetosauriër van de Manda-formatie geldt als oudste vertegenwoordiger van de groep, die voorheen vanaf het Carnien bekend was.
Tot enkele jaren geleden waren de vroegste dinosauromorfen bekend uit het Argentijnse Ischigualastobekken. In de Chañares-formatie uit het Vroeg-Ladinien (235 Ma) zijn fossielen van silesauriërs en enkele basalere geslachten gevonden. Resten van de oudst bekende dinosauriërs kwamen uit de Ischigualasto-formatie uit het Vroeg-Carnien (225 Ma). Vondsten in de Manda-formatie tonen aan dat de dinosauromorfen al in het Laat-Anisien aanwezig waren. Dit geeft aan dat de dinosauriërs en de vogelachtige archosauriërs in het algemeen deel uitmaakten van de uitgebreide radiatie van reptielen na het massale uitsterven voorafgaand aan het Trias en zich niet pas explosief ontwikkelden in het Carnien. Gezien de vondsten in Tanzania en de eerdere in Argentinië wordt verondersteld dat de oorsprong van de dinosauriërs in zuidwestelijk Pangaea moet hebben gelegen. Nyasasaurus is de oudst bekende dinosauriër of tenminste de nauwst bekende verwant. Asilisaurus is de oudst bekende silesauriër. Een tweede nog naamloze silesauriër uit de Manda-formatie had het formaat van Nyasasaurus. Het feit het materiaal van dinosauromorfen beperkt is in vergelijking met dat van therapsiden en rhynchosauriërs in de Manda-formatie, wijst er op dat deze dieren nog een zeldzame verschijning waren in de fauna van het Anisien.

### Overige dieren
Verder zijn de archosauromorf Asperoris, de rhynchosauriër Stenaulorhynchus, het anapside reptiel Ruhuhuaria en het amfibie Stanocephalosaurus uit de Temnospondyli bekend uit de Manda-formatie.